# Suilly-la-Tour
Suilly-la-Tour est une commune rurale française située dans le département de la Nièvre, en région Bourgogne-Franche-Comté.
Ses habitants sont les Suillyzois.

## Géographie

### Localisation
Suilly-la-Tour est situé en région Bourgogne-Franche-Comté. La superficie de la commune est de 3 691 hectares, dont 272 hectares de bois. Son altitude varie entre 158 et 237 mètres. Elle compte 597 habitants en 2018.
La commune est implantée dans le quart nord-ouest de la Nièvre, à environ 50 km de Nevers (par la route). Elle est située à 7 km de Donzy et à 15 km au sud-est de Cosne-Cours-sur-Loire, son chef-lieu d'arrondissement. La forêt de Donzy se trouve distante d'environ 6,5 km.
Le sous-sol est essentiellement composé de roches calcaires, marnes et gypses.
| Saint-Martin-sur-Nohain  |                | Donzy                   |
| Saint-Quentin-sur-Nohain | Suilly-la-Tour |                         |
| Garchy                   | Vielmanay      | Sainte-Colombe-des-Bois |

### Hydrographie
Le principal cours d'eau de la commune est la rivière le Nohain.

### Villages, hameaux, lieux-dits, écarts
Outre le bourg, Suilly-la-Tour compte plusieurs hameaux et habitations isolés : Buffière (la), Cabets (les), Cassons (les), Chailloux (le), Chailloy, Champcelée, Champfleury, Château de Verger, Château des Granges, Coulerette (la), Domaine de Cassons, Ferme de Verger, Fillouse (la), Fontaines (les), Fontenoy, Gare (la), Garenne (la), Garenne de Vergers (la), Giolins (les), Granges (les), Gué de Félin, Guillauminerie (la), Magny (le), Manoir de Chailloy, Milloterie (la), Moussets (les), Pavillon de Verger, Ronchonnière (la), Roux (les), Rue du Puits (la), Seigne, Suillizeau, Taffards (les), Vaux, Vergers et Villa du Challoy.

### Climat
Pour des articles plus généraux, voir Climat de la Bourgogne-Franche-Comté et Climat de la Nièvre.
En 2010, le climat de la commune est de type climat océanique dégradé des plaines du Centre et du Nord, selon une étude du Centre national de la recherche scientifique s'appuyant sur une série de données couvrant la période 1971-2000. En 2020, Météo-France publie une typologie des climats de la France métropolitaine dans laquelle la commune est exposée à un climat océanique altéré et est dans la région climatique  Centre et contreforts nord du Massif Central, caractérisée par un air sec en été et un bon ensoleillement. 
Pour la période 1971-2000, la température annuelle moyenne est de 11 °C, avec une amplitude thermique annuelle de 15,8 °C. Le cumul annuel moyen de précipitations est de 761 mm, avec 11,5 jours de précipitations en janvier et 7,3 jours en juillet. Pour la période 1991-2020, la température moyenne annuelle observée sur la station météorologique de Météo-France la plus proche, « Léré », sur la commune de Léré à 21 km à vol d'oiseau, est de 11,6 °C et le cumul annuel moyen de précipitations est de 710,5 mm. 
La température maximale relevée sur cette station est de 41,9 °C, atteinte le 25 juillet 2019 ; la température minimale est de −13,3 °C, atteinte le 9 février 2012,,. 
Les paramètres climatiques de la commune ont été estimés pour le milieu du siècle (2041-2070) selon différents scénarios d'émission de gaz à effet de serre à partir des nouvelles projections climatiques de référence DRIAS-2020. Ils sont consultables sur un site dédié publié par Météo-France en novembre 2022.

## Urbanisme

### Typologie
Au 1er janvier 2024, Suilly-la-Tour est catégorisée commune rurale à habitat dispersé, selon la nouvelle grille communale de densité à sept niveaux définie par l'Insee en 2022.
Elle est située hors unité urbaine. Par ailleurs la commune fait partie de l'aire d'attraction de Cosne-Cours-sur-Loire, dont elle est une commune de la couronne,. Cette aire, qui regroupe 30 communes, est catégorisée dans les aires de moins de 50 000 habitants,.

### Occupation des sols
L'occupation des sols de la commune, telle qu'elle ressort de la base de données européenne d’occupation biophysique des sols Corine Land Cover (CLC), est marquée par l'importance des territoires agricoles (96,4 % en 2018), une proportion identique à celle de 1990 (96,4 %). La répartition détaillée en 2018 est la suivante : terres arables (86,5 %), prairies (7,3 %), zones agricoles hétérogènes (2,7 %), forêts (2,7 %), zones urbanisées (0,9 %). L'évolution de l’occupation des sols de la commune et de ses infrastructures peut être observée sur les différentes représentations cartographiques du territoire : la carte de Cassini (XVIIIe siècle), la carte d'état-major (1820-1866) et les cartes ou photos aériennes de l'IGN pour la période actuelle (1950 à aujourd'hui).

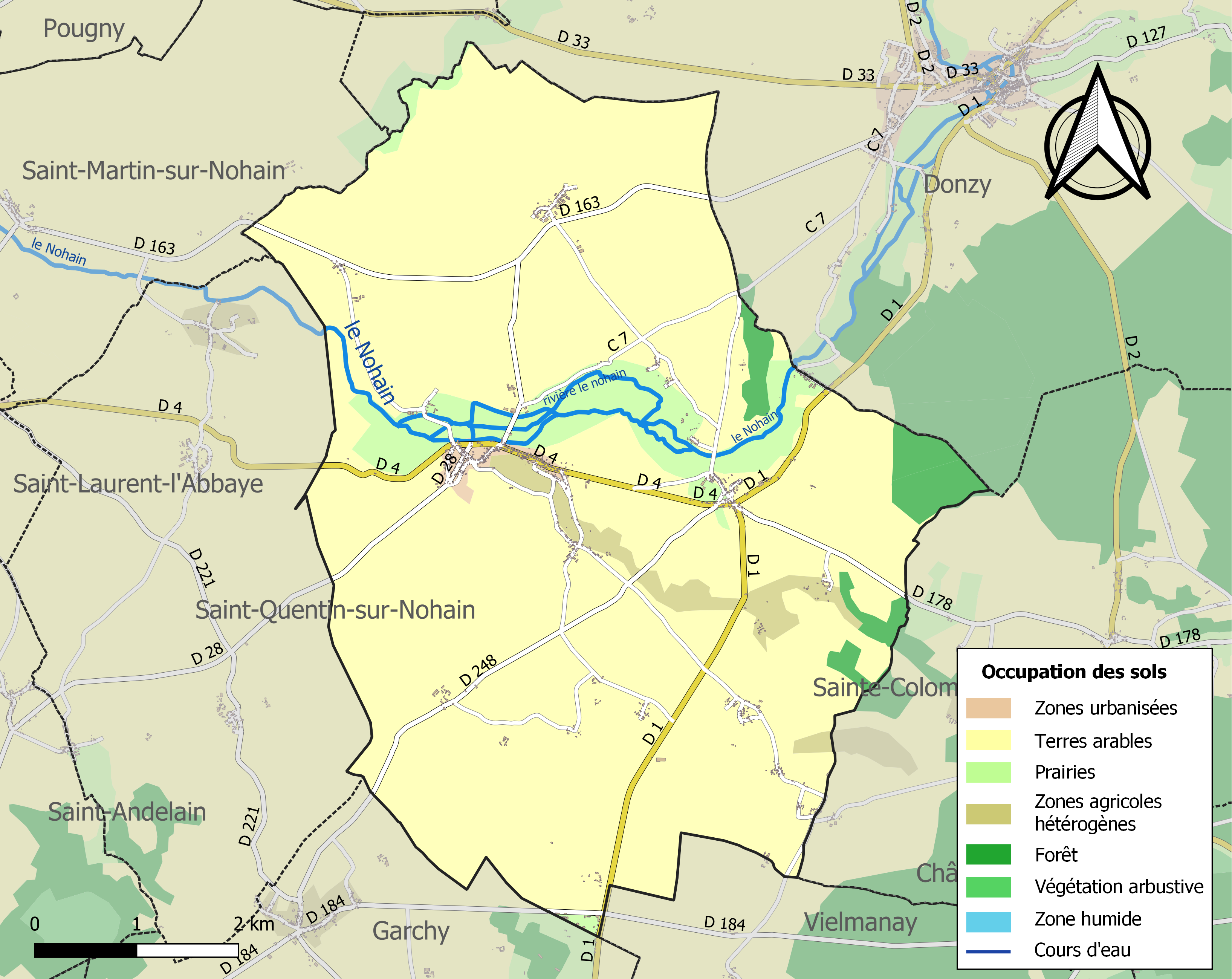
Carte des infrastructures et de l'occupation des sols de la commune en 2018 (CLC).

## Toponymie
On relève les formes suivantes du nom de la commune : Soliacus (VIe siècle), Suilly (1353), Seuilly (1377), Seully (1531), Sulliacum (1535) et Seuilly (1665).
Le nom de la commune viendrait du nom d'homme gaulois Sollius et du suffixe -acum.
Une partie du nom de la commune vient de sa haute tour construite au XVIe siècle, qui forme le clocher de l'église. Au XVIIIe siècle, le nom de la commune était Suilly-Vergers.

## Histoire
Des traces d'occupation humaine datant de l'âge du fer ont été retrouvées aux Minières. Plus tard, une voie romaine passait par le village, comme en témoigne l'existence d'un petit sanctuaire.

### Seigneurs
Famille de Chabannes, famille de Pernay, François de Lespinasse (1707), chartreuse de Bellary, prieuré Notre-Dame du Pré de Donzy, etc.

### Armorial

Famille de Pernay[19].
Famille de Chabannes[20].
Chartreuse de Bellary.
Famille de l'Espinasse.

## Politique et administration
| Période                                  | Période  | Identité              | Étiquette | Qualité     |
| ---------------------------------------- | -------- | --------------------- | --------- | ----------- |
| mars 2001                                | mai 2020 | Jean-Fernand Thibault |           | Agriculteur |
| 23 mai 2020                              | En cours | Yves Ravet            | DVG       | Retraité    |
| Les données manquantes sont à compléter. |          |                       |           |             |

## Démographie
L'évolution du nombre d'habitants est connue à travers les recensements de la population effectués dans la commune depuis 1793. Pour les communes de moins de 10 000 habitants, une enquête de recensement portant sur toute la population est réalisée tous les cinq ans, les populations de référence des années intermédiaires étant quant à elles estimées par interpolation ou extrapolation. Pour la commune, le premier recensement exhaustif entrant dans le cadre du nouveau dispositif a été réalisé en 2006.

En 2022, la commune comptait 575 habitants, en évolution de −4,17 % par rapport à 2016 (Nièvre : −3,28 %, France hors Mayotte : +2,11 %).
| 1793  | 1800  | 1806  | 1821  | 1831  | 1836  | 1841  | 1846  | 1851  |
| ----- | ----- | ----- | ----- | ----- | ----- | ----- | ----- | ----- |
| 1 448 | 1 324 | 1 421 | 1 539 | 1 594 | 1 507 | 1 598 | 1 843 | 1 906 |

| 1856  | 1861  | 1866  | 1872  | 1876  | 1881  | 1886  | 1891  | 1896  |
| ----- | ----- | ----- | ----- | ----- | ----- | ----- | ----- | ----- |
| 1 921 | 1 933 | 1 966 | 1 899 | 1 840 | 1 847 | 1 817 | 1 907 | 1 736 |

| 1901  | 1906  | 1911  | 1921  | 1926  | 1931  | 1936  | 1946  | 1954 |
| ----- | ----- | ----- | ----- | ----- | ----- | ----- | ----- | ---- |
| 1 622 | 1 573 | 1 489 | 1 316 | 1 203 | 1 151 | 1 081 | 1 008 | 917  |

| 1962 | 1968 | 1975 | 1982 | 1990 | 1999 | 2006 | 2011 | 2016 |
| ---- | ---- | ---- | ---- | ---- | ---- | ---- | ---- | ---- |
| 915  | 886  | 799  | 716  | 633  | 588  | 558  | 606  | 600  |

| 2021 | 2022 | - | - | - | - | - | - | - |
| ---- | ---- | - | - | - | - | - | - | - |
| 582  | 575  | - | - | - | - | - | - | - |

## Économie
Suilly-la-Tour est une commune agricole qui compte une vingtaine d'exploitations céréalières et des élevages bovins, ovins et caprins. La commune compte également une activité de taille de la pierre de Vergers et de Malvaux à la carrière de Champcelée dans laquelle travaillent dix-sept salariés.

## Culture locale et patrimoine

### Lieux et monuments
Religieux

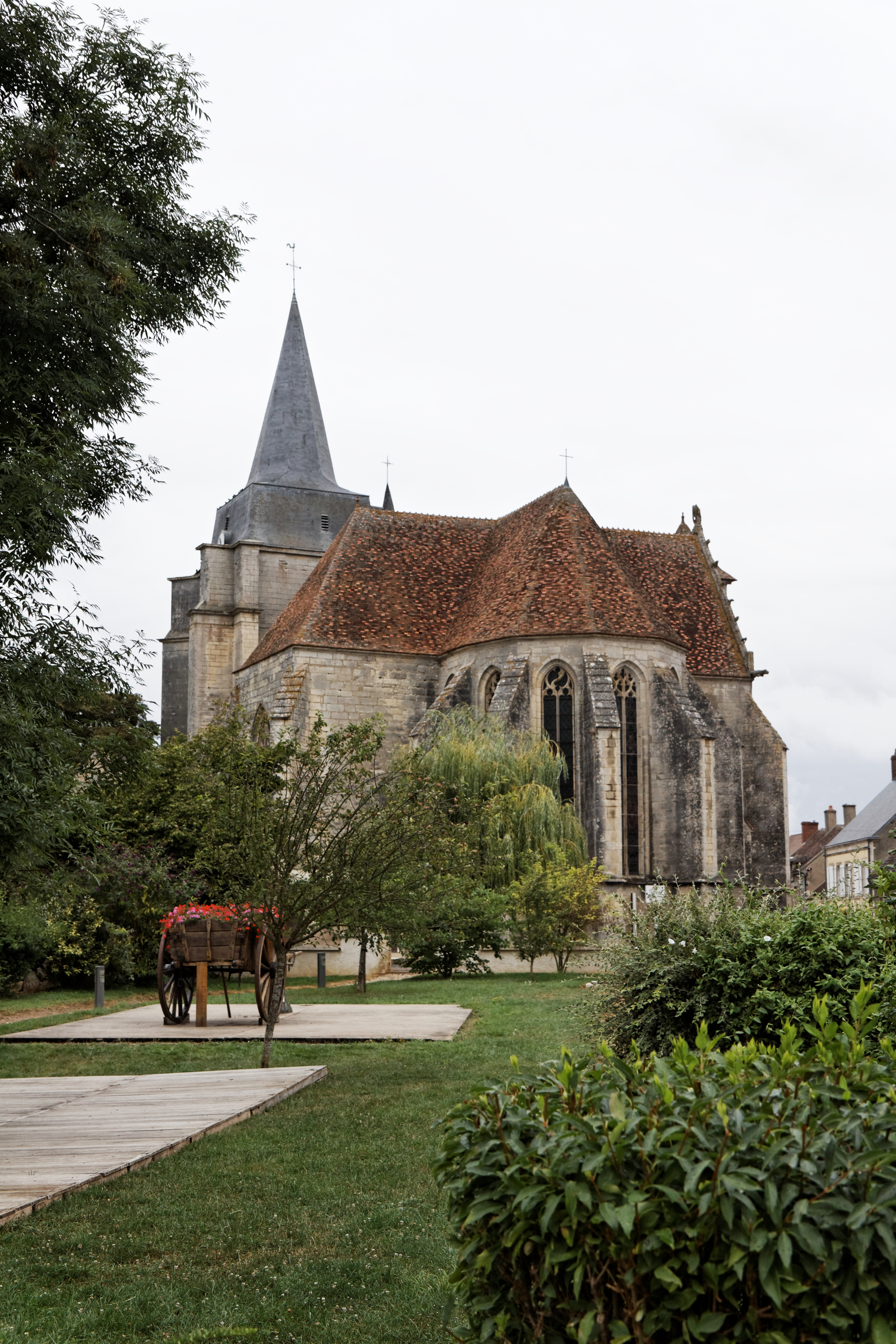
L'église Saint-Symphorien de Suilly-la-Tour.

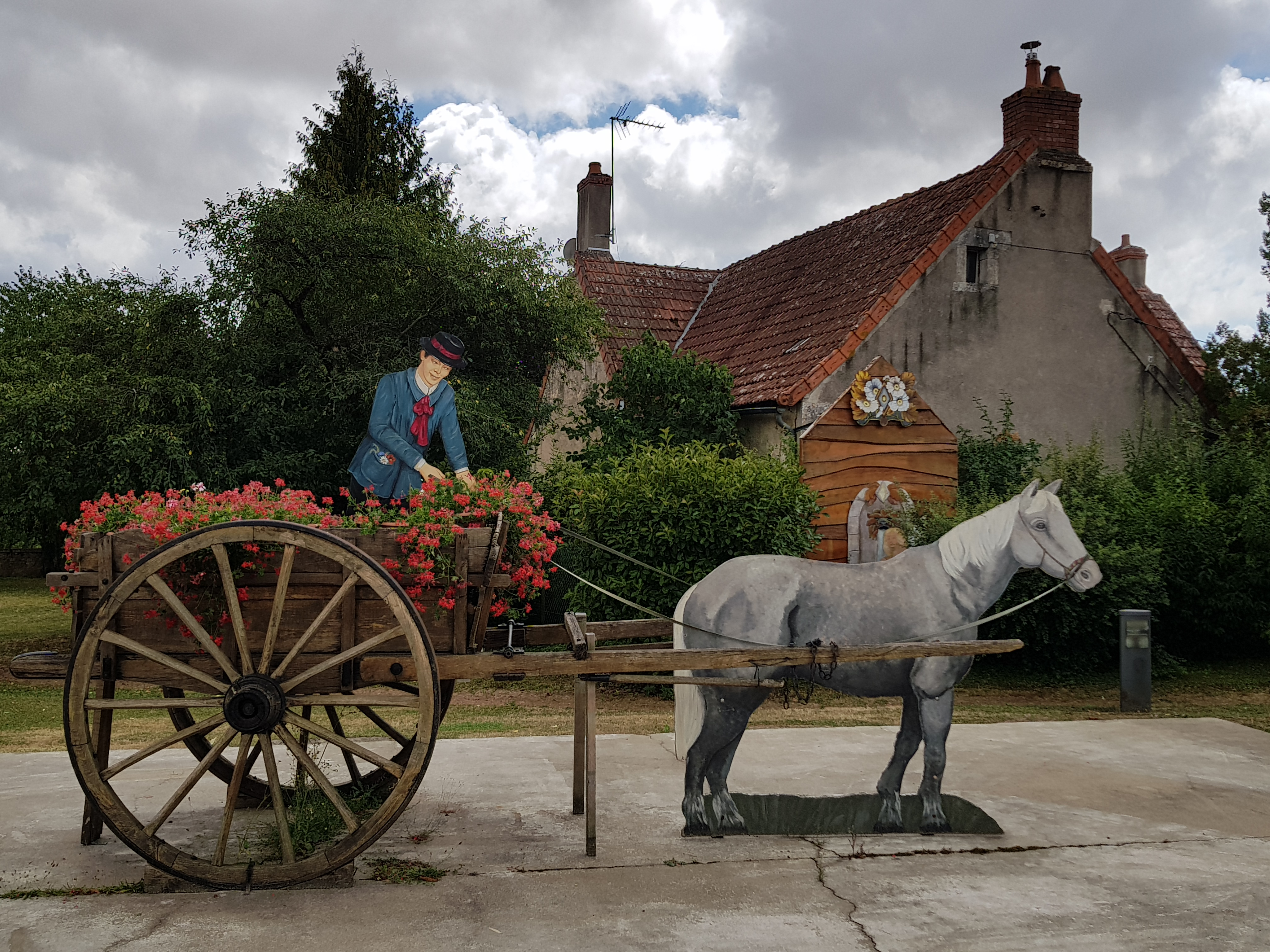

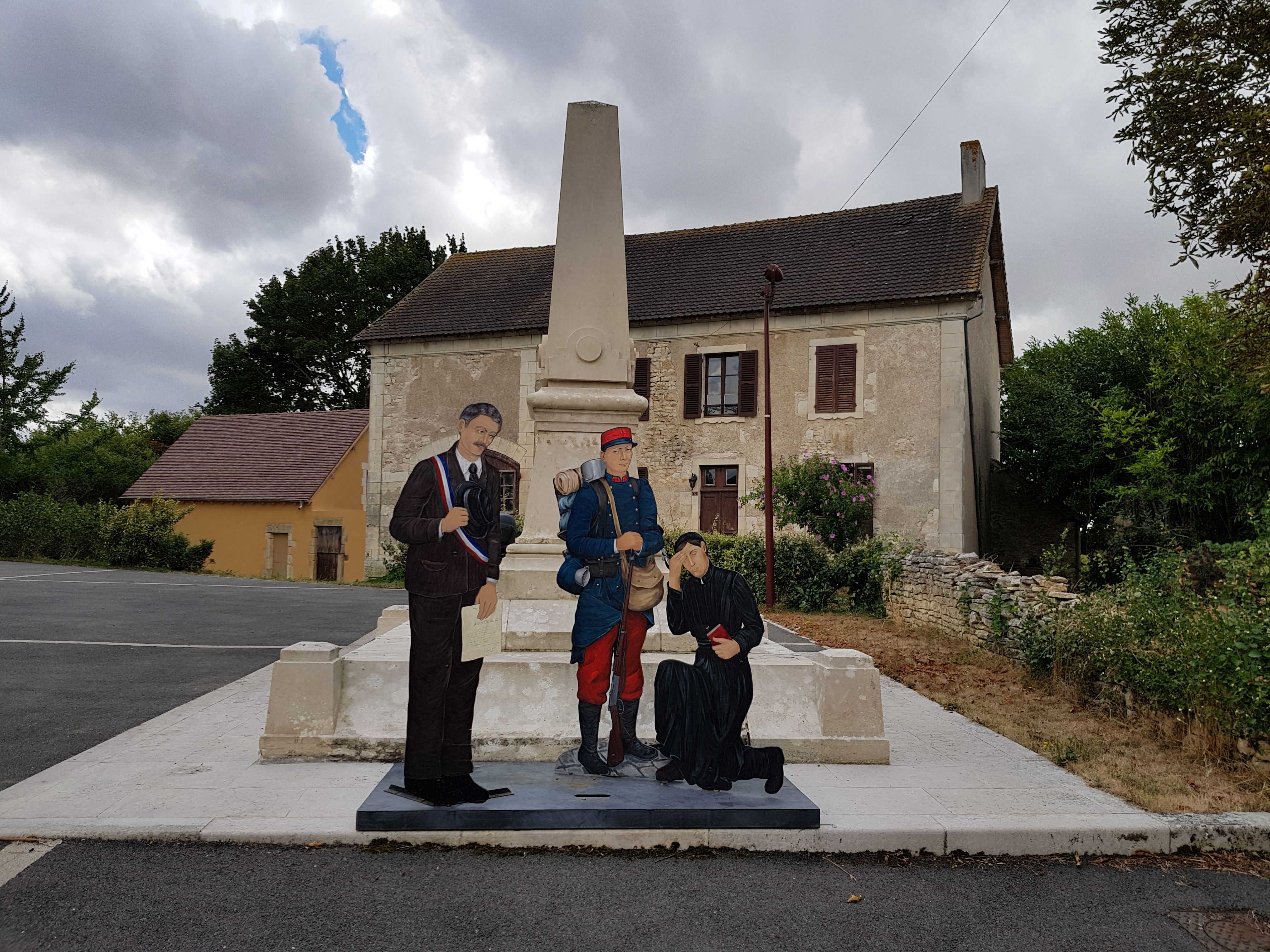
Le monument aux morts.

- L'église Saint-Symphorien , classée monument historique en mai 1914, de style gothique flamboyant (XVIe siècle), fortifiée, est construite contre la tour de guet qui date de la Renaissance, chœur à hautes baies, tour-porche qui a donné son nom au village ; la paroisse dépendait du prieuré Notre-Dame de La Charité-sur-Loire ; à l'entrée de l'église se dresse un groupe de cinq personnages en plâtre représentant la comparution de Jésus devant Pilate, œuvre du sculpteur Armand Martial (1884-1960). Cette église avait précédemment été refaite à la fin du XVe siècle sur les restes d'une église romane du XIIe siècle. Elle a également été remaniée en 1870 avec la construction de deux travées de nefs. Ouverture et visite sur demande[25].

Civils
- Le château des Granges (édifice Renaissance, reconstruit sous le règne de Henri IV). Classé monument historique en mars 1983[26], propriété privée, il comprend également une chapelle avec des peintures murales.
- Le château de Vergers (fin XVe siècle et remanié début du XXe siècle), propriété de Céline Raimbault, épouse de Henri Parent (peintre) qui le fait reconstruire dans un style néo-gothique et Renaissance, vers 1890. Ce château a comme particularité d'avoir une charpente métallique réalisée par Gustave Eiffel. L'architecte Charles Garnier (connu pour l'Opéra de Paris) a réalisé une partie de la décoration des salons. Une chapelle du XIXe siècle, en l’honneur de saint Germain, fait également partie de la propriété.
- Forges de Vergers, propriétaire au XIXe siècle, Pellerin Joseph Loizeau, juge de paix à Donzy, ainsi que du château du même lieu. Il était le grand-père de Céline Raimbault.
- Le château de Chailloy, manoir du XVIe siècle, avait été acquis par le maître de forges Hugues Cyr de Chambrun de l'Éminence en 1767, puis vendu en tant que bien national à la Révolution et racheté par la famille Chambrun. Le château a été conservé dans la même famille jusqu'en 1929[27].
- La carrière de Champcelée, exploitée par une même famille depuis huit générations[28].

Le village compte huit lavoirs.
On y trouve aussi des moulins, ainsi que les forges de Moulin-neuf, Ronchonnière, Chailloy (des XVIIe et XIXe siècles, classées monuments historiques), Suillyzeau et Presle.

### Personnalités liées à la commune
- La famille de Ferdinand de Lesseps (1805-1894) était propriétaire du château des Granges.
- L'homme politique Charles Ferdinand Gambon (1820-1887) fut élevé par sa grand-mère à Suilly-la-Tour.
- Jules Heller (1888-1964) : professeur agrégé d'anglais, préfet de la Marne en 1944, inspecteur général de l'Éducation nationale de 1949 à sa retraite, cet enfant du pays s'est consacré à des études de dialectologie qu'il a publiées dans la presse locale en deux séries d'articles : Le parler de Champcelée (Notes de patois), paru dans Le Courrier de Cosne du 12 juillet 1941 au 13 novembre 1943 ; Le parler de Champcelée vers 1900, paru dans le Journal du Centre du 23 mars 1957 au 14 avril 1964.

### Manifestations et festivités
En dehors des cérémonies des 8 mai et 11 novembre ont lieu également une retraite aux flambeaux le 13 juillet, suivie d'un feu d'artifice et d'un bal, ainsi qu'une saucissonnade le 14 juillet, une kermesse paroissiale tous les deux ans qui se tient au château des Granges vers la mi-août et une brocante avec exposition des œuvres des artistes locaux autour du 20 août.

### Appellation d'origine contrôlée
La commune compte le fromage le Chavignol comme AOC.

### Héraldique
| Blason de Suilly-la-Tour | Blason  | D'or à trois bandes d'azur, chaque bande chargée d'une fleur de lys d'or, deux en chef une en pointe, au clocher du lieu d'argent brochant ; à la bordure réduite et componée d'argent et de gueules. |
| Blason de Suilly-la-Tour | Détails | Le statut officiel du blason reste à déterminer. |